# Lipatephia
Lipatephia là một chi bướm đêm thuộc họ Erebidae.